# Keltoum
Keltoum, nom d'actrice d'Aïcha Adjouri, est une actrice algérienne, née le 4 février 1916 à Blida, et morte le 11 novembre 2010 à Alger.

## Biographie
Première actrice Algérienne, figure du théâtre et de cinéma, elle avait été, dès son très jeune âge, attirée par la danse et le théâtre. À plusieurs reprises, étant enfant, elle s'était sauvée de chez ses parents pour aller voir et suivre des acteurs et danseurs ambulants. C'est Mahieddine Bachtarzi qui la découvrit à Blida, en 1935, et lui offrit sa chance et, en dépit des préjugés de sa famille, Keltoum ne la laissa point échapper. 
Une grande tournée en France et en Belgique ne tarda pas à prouver tant au directeur de la troupe qu'à l'artiste qu'ils ne s'étaient pas trompés. Anvers, Liège, Bruxelles, Paris, Lyon, Marseille l'applaudirent. À Nice, elle dansa, un soir, devant 20 000 personnes, au jardin Albert 1er. C'est au cours d'une tournée au Maroc qu'elle affirmera son talent de comédienne. Elle devait ensuite créer de nombreuses pièces, soit aux côtés de Bachtarzi, soit avec Rachid Ksentini ou Habib Réda. L'aventure de la première saison arabe de l'Opéra d'Alger eut lieu en 1947. Depuis, c'est à Keltoum que furent confiés les principaux rôles féminins, qu'il s'agisse de comédie ou de tragédie. La radiodiffusion en langue arabe la compta parmi ses pensionnaires les plus écoutés. Le cinéma ne pouvait manquer de l'attirer. Elle y fit ses débuts dans La Septième Porte Svoboda. 
C'est au moment où elle s'apprêtait à signer de nouveaux contrats qu'un incident (à la suite d'une dépression nerveuse Keltoum se précipita dans le vide du haut de sa villa de Bologhine et se fractura les vertèbres) vint interrompre, le 30 mai 1951, sa carrière..., mais pas pour longtemps. En 1952, elle reprit le rôle de Desdémone dans Othello de Shakespeare, traduite en arabe par Ahmed Toufik EI-Madani.
En 1956, elle arrêta ses activités artistiques et ne reprit qu'en 1963 avec le TNA jusqu'à sa retraite. Son vrai premier rôle, elle le joua dans la pièce de Bachtarzi, Mariage par téléphone, en compagnie de Rachid Ksentini. Elle joua tout à fait par hasard dans un film allemand, en 1945, mais sa carrière cinématographique ne commencera que vingt ans plus tard, en 1966 avec Le vent des Aurès de Mohammed Lakhdar-Hamina dans lequel elle tient magistralement le rôle d'une mère qui cherche désespérément son fils raflé par l’armée française pendant la guerre. Elle joua dans plus de soixante-dix pièces de théâtre et dans au moins une vingtaine de films, enregistra cinq disques avant 1962 (Ya ouled El Ourbane, Ahd Thnine, etc.) ; elle arrêta de chanter après la naissance de son enfant Maamar Ahmed Fettouh en 1954.  Depuis 1981, elle n'avait pas eu la possibilité de camper un rôle et quand, en 1987, Fawzia Aït El-Hadj l'appela pour jouer dans Mort d'un commis voyageur, huit jours avant la « générale » de la pièce, on lui signifia sa mise à la retraite. Elle fut choquée par cette décision, elle qui croyait encore être pleine de ressources et rappelait qu'elle avait passé 50 ans dans le théâtre. Elle fit une dernière apparition aux côtés de Rouiched dans El Bouwaboune (1991).

## Filmographie
- 1966 : Le Vent des Aurès de Mohammed Lakhdar-Hamina
- 1968 : Hassan Terro de Mohammed Lakhdar-Hamina
- 1972 : Les Violeurs de Lamine Merbah
- 1972 : Décembre de Mohammed Lakhdar-Hamina
- 1976 : Les Déracinés (Beni Hendel) de Lamine Merbah
- 1982 : Hassan Taxi de Mohamed Slim Riad
- 1982 : Une femme pour mon fils de Ali Ghalem
- 1989 : Hassan Niya de Ghaouti Ben Dedouche
- 1986 : Les Folles Années du twist de Mahmoud Zemmouri